# Smålands runinskrifter 32
Sm 32 är en vikingatida runsten i Hamneda, Ljungby kommun, i Småland. Runstenen hittades 1894 tillsammans med Sm 33 i samband med att byns medeltida kyrka revs. De båda stenarna är idag placerade utanför prästgården på ett gravfält från järnåldern.

## Inskriften
Translitterering av runraden:
… …bl : þasi : eftiʀ : sui- faþur : sin
Normalisering till runsvenska:
… [kum]l þessi eptir Svei[n], fǫður sinn.
Översättning till nusvenska:
… detta minnesmärke efter Sven, sin far.